# Doddosia torresiana
Doddosia torresiana är en tvåvingeart som beskrevs av Yeates 1990. Doddosia torresiana ingår i släktet Doddosia och familjen svävflugor.
Artens utbredningsområde är Queensland. Inga underarter finns listade i Catalogue of Life.